# Symphonie no 7 de Schubert
Pour les articles homonymes, voir Symphonie no 7.

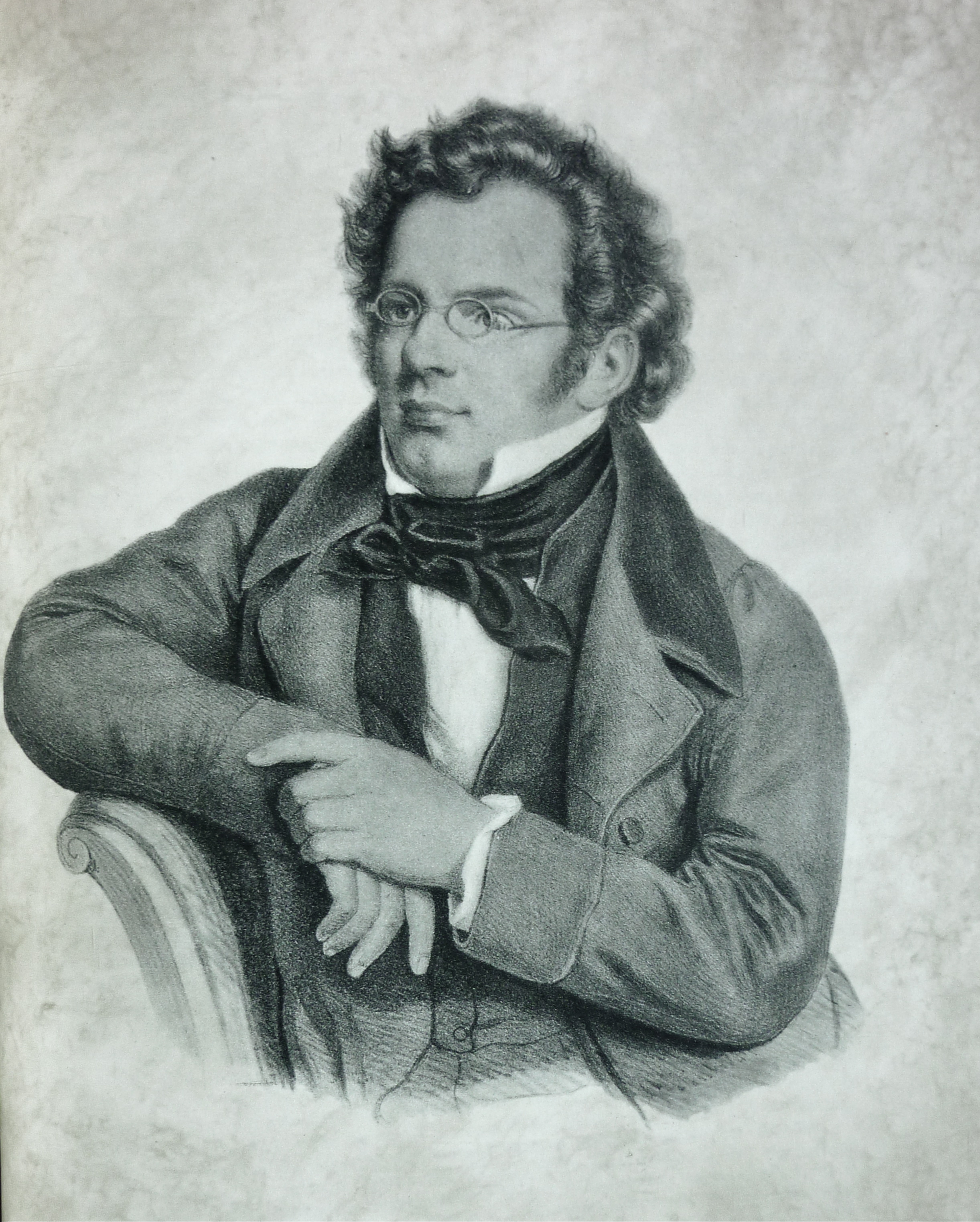
Franz Schubert, lithographie de C. Helfert.

La symphonie en mi majeur, D.729, portant généralement le numéro 7, fut commencée puis abandonnée par Franz Schubert aux alentours du mois d'août 1821. L'esquisse est complète, mais seules 110 mesures sont entièrement orchestrées. Elle sera orchestrée complètement à plusieurs reprises dès la fin du XIXe siècle.

## Présentation
Elle compte quatre mouvements entièrement esquissés (1340 mesures), mais non orchestrés jusqu'au bout (seules 110 mesures le sont), à la différence de l'Inachevée qui n'en compte sur le papier que deux mais qui sont entièrement orchestrés.
Trois orchestrations en ont été réalisées : John Francis Barnett en 1881, Felix Weingartner en 1934 (son travail est contesté aujourd'hui) et Brian Newbould en 1978 (enregistrée pour la première fois par l'Academy of St Martin in the Fields en 1981, pour Philips). Avant eux, Felix Mendelssohn, qui avait acquis le manuscrit par le propre frère de Schubert, et même Johannes Brahms avaient paraît-il songé à effectuer ce travail.

## Mouvements
Le premier mouvement (Adagio - Allegro) commence sur une lente introduction avec un rythme de marche funèbre tout à fait étonnante et qui annonce véritablement par certains côtés l'Inachevée (composée un an après, en 1822) ; le reste du mouvement est un Allegro enjoué qui ressemble fort aux entractes et aux ballets de Rosamunde. Il avait été complètement orchestré par Schubert sur 110 mesures sur les 407 que compte ce mouvement. Cependant, les indications laissées par Schubert permettent de poursuivre l'orchestration, et elles sont assez nombreuses.
Le second (Andante) est magnifique et plein d'une gracieuse mélancolie, mais quelque chose aussi semble annoncer l'Inachevée. Il compte 117 mesures avec, là encore, de nombreuses lignes pour les instruments, outre les thèmes.
Le troisième mouvement (Scherzo) comporte 200 mesures avec des reprises, contrairement à l'andante qui n'en comporte aucune. La thème d'entrée est très typique encore de la première manière de Schubert. Cependant, les matériaux instrumentaux sont nettement moins nombreux que dans les deux mouvements précédents, en particulier, il n'y a aucune indications pour les cuivres alors qu'ils sont inscrits au début du mouvement. Ce scherzo rappelle beaucoup sa Cinquième symphonie.
Enfin, le quatrième mouvement (Allegro guisto) comporte 618 mesures avec une orchestration réduite le plus souvent aux violons I et II et parfois aux bois. C'est le mouvement le plus imposant de la symphonie mais aussi le plus étrange avec des modulations surprenantes et des traits ascendants en doubles croches. A un premier endroit (mesures 110 à 120), Schubert écrit un quatuor presque complet avec une flûte, puis (mesures 272 à 285), il indique une ébauche un peu plus avancée de l'orchestration au moment de la reprise de la partie I et de l'introduction de la partie II. Ce mouvement est très inhabituel chez Schubert et son orchestration est rendue très délicate.
La taille de l'orchestre prévue par Schubert n'a rien de commun avec ses œuvres passées ou en devenir. En effet, la quatrième symphonie comporte 4 cors mais pas de trombones et toutes celles composées après août 1821 n'ont qu'une seule paire de cors. Or cet opus 729 comprend 4 cors (2 en E et 2 en G) et 3 trombones outre les deux trompettes en E. Cette taille d'orchestre ajoute sans doute au caractère unique de cette symphonie qui est peut-être un moment-clé du passage entre les deux époques de Schubert. En outre, son caractère prémonitoire est manifeste dans le dernier mouvement. Cette transformation interne, ou plutôt cette évolution a conduit Schubert à rejeter ses deux grandes symphonies inachevées pour les mêmes raisons : comment concilier la tradition symphonique classique avec ces nouvelles aspirations ? La chose n'était plus envisageable pour cette D.729 dans sa conception - même si Schubert l'a bien esquissée - en revanche l'Inachevée explorait d'autres idées bien qu'elle ne comporte que deux mouvements entièrement orchestrés. La solution qu'a trouvée Schubert a peut-être été cette Grande Symphonie, moins personnelle mais qui est à la fois une porte ouverte à toutes les audaces futures et en quelque sorte l'ultime symphonie classique.